# Camila Brait
Camila de Paula Brait (Frutal, 28 de outubro de 1988) é uma jogadora de voleibol brasileira. Ela atua na posição de líbero. Defende o time do Osasco. Também faz parte da Seleção Brasileira.

## Carreira
Foi revelada no União Recreativa Sacramentana, em Minas Gerais.  Jogou ainda pelo Sesi de Uberlândia e Praia Clube. Estava no São Caetano antes de chegar ao Osasco, em 2008.
Camila já se destacava pelas categorias de base da seleção brasileira. Fez parte da campanha campeã do Mundial Juvenil de 2007.
Na seleção adulta, Camila disputou o Campeonato Mundial de 2010, realizado no Japão, no qual a Seleção Brasileira terminou na segunda colocação. Esteve presente no ciclo dos Jogos Olímpicos de Verão de 2012, em Londres, mas acabou cortada.
No Osasco, participou do Campeonato Mundial de Clubes de 2012, em Doha, no Catar. A equipe sagrou-se campeã, e a jogadora foi eleita a melhor líbero.
Ainda na seleção, participou do Campeonato Mundial de 2014, na Itália. A campanha terminou em terceiro lugar. 
Fez parte de todo o ciclo para os Jogos Olímpicos de 2016, mas acabou cortada novamente pelo técnico José Roberto Guimarães, que levou Léia Silva para ser a líbero do time. Na época, a jogadora anunciou a sua aposentadoria da Seleção Brasileira.
Camila Brait seguiu sua carreira no Osasco. Na temporada de 2018-19, terminou na terceira posição na Superliga e foi premiada como a melhor líbero da edição.
Em 2019, Camila Brait retornou à seleção brasileira. Ela havia recusado uma convocação para a Liga das Nações daquele ano, mas aceitou o convite para disputar a Copa do Mundo e o Campeonato Sul-Americano do mesmo ano.
Camila apareceu na lista de convocadas para a Liga das Nações de 2021. A equipe brasileira chegou até a final, perdendo para os Estados Unidos. Após a disputa, a líbero apareceu na lista de convocadas para os Jogos Olímpicos de Verão de 2020, realizados em 2021 em Tóquio, no Japão. Terminou a campanha com a medalha de prata, e anunciou que a final olímpica seria seu último jogo pela seleção.

## Vida pessoal
Camila é casada com o economista Caio Conca desde abril de 2013. Em novembro de 2017, deu à luz sua primeira filha, Alice, e seu filho Romeu nasceu em fevereiro de 2023.

## Premiações individuais
- Superliga Brasileira de Voleibol Feminino de 2023/24 - Série A: "Melhor Líbero"
- Superliga Brasileira de Voleibol Feminino de 2018/19 - Série A: "Melhor Líbero"
- Jogos Pan-Americanos de 2015: "Melhor Líbero"
- Jogos Pan-Americanos de 2015: "Melhor Passadora"
- Jogos Pan-Americanos de 2015: "Melhor Defensora"
- Torneio Internacional Top Volley de 2014: "Melhor Líbero"
- Superliga Brasileira de Voleibol Feminino de 2014/15 - Série A: "Melhor Passadora"
- Campeonato Mundial de Voleibol Feminino de 2014: "Melhor Passadora"
- Superliga Brasileira de Voleibol Feminino de 2012/13 - Série A: "Melhor Defensora"
- Campeonato Mundial de Clubes de Voleibol Feminino de 2012: "Melhor Líbero"
- Campeonato Sul-Americano de Clubes de Voleibol Feminino de 2011: "Melhor Líbero"
- Superliga Brasileira de Voleibol Feminino de 2011/12 - Série A: "Melhor Passadora"
- Campeonato Sul-Americano de Clubes de Voleibol Feminino de 2010: "Melhor Líbero"
- Superliga Brasileira de Voleibol Feminino de 2010/11 - Série A: "Melhor Passadora"
- Superliga Brasileira de Voleibol Feminino de 2009/10 - Série A: "Melhor Líbero"